# Gare de Ghisonaccia
La gare de Ghisonaccia, est une ancienne gare ferroviaire française, située sur la commune de Ghisonaccia (Haute-Corse), située à 5 kilomètres au Nord-Nord-Ouest de la ville de Ghisonaccia, sur la route de Ghisoni. Le hameau qui l'entoure porte le nom de Ghisonaccia-gare (a Gara).

## Situation ferroviaire
La gare de Ghisonaccia est située au PK 85,3 de la ligne de la côte orientale corse (chaînage à partir de Bastia), soit un peu plus de 64 kilomètres au sud de la gare de Casamozza, point où la ligne se sépare de la grande ligne de Bastia à Ajaccio. Porto-Vecchio, terminus de la ligne, est à 65,6 kilommètres au sud. Ghisonaccia est donc à peu près à mi-parcours de la ligne.

## Histoire
La construction de la ligne de la côte orientale a été échelonnée sur plus de 50 ans. En février 1888, elle atteignait seulement Tallone, à plus de 15 kilomètres au Nord de Ghisonaccia. En juin de la même année, la ligne a été prolongée jusqu'à Ghisonaccia, faisant de cette gare le terminus provisoire de la ligne, ce qu'elle restera jusqu'en septembre 1930, lors du prolongement de la ligne jusqu'à Solenzara.
Les bombardements de 1943 détruisirent ou endommagèrent la plupart des ouvrages d'art, rendant impossible toute circulation. Seule la section de ligne de Casamozza à Folelli sera remise en service de 1945 à 1953. La gare de Ghisonaccia aura donc "vécu" 55 ans.